# أفاست مضاد الفيروسات
أفاست مضاد الفيروسات (بالإنجليزية: Avast Antivirus)‏، هي عائلة من تطبيقات أمان الإنترنت متعددة المنصات طورتها أفاست لأنظمة مايكروسوفت ويندوز وماك أو إس وأندرويد وآي أو إس. تتضمن منتجات أفاست مضاد الفيروسات برامج مجانية وإصدارات مدفوعة توفر أمن الحاسوب وأمن المتصفح وبرامج مكافحة الفيروسات وجدار الحماية ومكافحة التصيد [الإنجليزية] وبرامج التجسس ومكافحة البريد المزعج من بين خدمات أخرى.
أطلق أفاست منتجًا تجاريًا مجانيًا، أفاست فور بيزنس، في فبراير 2015. وهو تطبيق متعدد الأنظمة يتضمن الحماية من الفيروسات، وفحص تهديدات الويب، وحماية المتصفح، ووحدة التحكم في إدارة السحابة.
اعتبارًا من عام 2017، عُد أفاست أشهر ناشر لبرامج مكافحة الفيروسات في السوق، مع الحصة الأكبر من سوق تطبيقات مكافحة الفيروسات.
في فبراير 2018، أثناء اختبار العديد من منتجات مكافحة البرامج الضارة بواسطة اختبار إيه في [الإنجليزية]، حصل أفاست مضاد الفيروسات المجاني على 6 نقاط من أصل 6 في فئة «الحماية»، حيث اكتشف 100٪ من عينات البرامج الضارة المستخدمة في هذا الاختبار وحصل على ختم «موثوقية اختبار إيه في». اكتشف تطبيق أفاست أمن الموبايل ومكافحة الفيروسات 100٪ من عينات البرامج الضارة في يناير 2018 اختبارًا لبرامج أندرويد الضارة بواسطة مقارنات إيه في [الإنجليزية].
في يناير من عام 2020، أفادت مصادر إخبارية متعددة أن أفاست مضاد الفيروسات، من خلال شركة تابعة، كان يبيع سجل التصفح لمستخدمي منتجات أفاست. على الرغم من ادعاء الشركة أن جميع البيانات «مجهولة الهوية»، فقد تم الإبلاغ عن إمكانية ربط البيانات المباعة بهويات الأشخاص الحقيقية، مما يؤدي إلى كشف كل نقرة وبحث قاموا به. رداً على ذلك، أعلنت أفاست أنها ستغلق الشركة الفرعية بسبب رد الفعل العكسي لخصوصية البيانات.

## الخصائص
- الوحدة / الدرع الأساسي — الحماية بالوقت-الحقيقي
- مضاد- للجذور الخفية — الحماية مدمجة
- مضاد - لبرامج التجسس — الحماية مدمجة
- درع المراسلة الفورية — حماية المراسلة الفورية
- درع الند للند — حماية الند للند
- بريد الإنترنت — حماية البريد الالكتروني
- أوتلوك / التبادلي — حماية مايكروسوفت أوتلوك / التبادلي
- درع ويب — حماية بروتوكول انتقال النص التشعبي (الوكيل الملقم المحلي)
- حجب البرامج النصية المنبثقة — مدقق البرامج النصية (الإصدار المحترف فقط)
- درع الشبكة — حماية أساسية ضد ديدان الشبكة المعروفة. يعمل بوصفه خفيف الحركة نظام كشف التسلل
- الإنذار الصوتي — يصدر تحذيرات محذرة مثل «الحذر، قد تم الكشف عن فيروس!»
- الفحص وقت –الإقلاع — عن طريق واجهة البرنامج، يمكن للمستخدم جدولة وقت-إقلاع الفحص لإزالة الفيروسات التي تشحن نفسها وقت خلال بدء تشغيل ويندوز وبالتالي يصعب إزالتها. ومن السمات الهامة للغاية ولا سيما بالنسبة للفيروسات هي إغلاق حماية الفيروسات في حالة بدء تشغيل ويندوز.
- الحماية- الذاتية — البرامج الضارة تمنع أفاست! من الانتهاء وتلحق ضرراً جسيماً في ملفات عملياته.
- متعدد المظاهر — واجهة المستخدم الرسومية متعددة المظاهر.
- أفاست! حافظ الشاشة — خاصية تشغيل برنامج أڤاست ليكشف عن الفيروسات في الحاسوب أثناء عمل حافظ الشاشة وابتعاد المستخدم عن الحاسوب.
- تحديثات تعريفات الفيروسات — أڤاست يقوم بتحديث تعريفات الفيروسات بشكل دوري (في بعض الأحيان عدة مرات يومياً)، وهذه العملية هي تلقائية بشكل افتراضي.
- حجز الفيروسات الحجر مجلد يتم تخزين«الملفات المصابة» فيه. الحجز يسبب إعاقة لهذه الملفات ويكون المقصود منها هو منعها من أن تسبب أي ضرر مهما كان. مع إمكانية تشغيلها والعمل عليها، لكن الوصول إلى هذا الحجز سيكون محجوزاً من أي مصدر أو برنامج آخر حتى يتم إزالته من الحجز.

### التسجيل (الإصدار المنزلي)
إذا أردت استخدام أفاست الإصدار المنزلي فإنك بحاجة إلى التسجيل خلال أو بعد أول 60 يوم من استخدامه. بعد التسجيل، مفتاح الترخيص سيرسل بشكل بريد إلكتروني إلى عنوان بريدك الإلكتروني يمكنك استخدامه لمدة عام فقط. بعد مضي هذا العام، فإن المستخدم بحاجة أن يعيد التسجيل مرة أخرى ويتمكن من استخدام البرنامج لعام آخر وهكذا دواليك. على الرغم من التسجيل، البرنامج سيبقى مجاني للاستخدام المنزلي فقط.

## النسخ
- النسخة المتوفرة هي 4,8 ويكون متاحاً لأنظمة تشغيل مختلفة
- والنسخة 5 وهي متاحة لأنظمة التشغيل المختلفة
- والنسخة 6 وهي متاحة لأنظمة التشغيل المختلفة
- وحديثا النسخة 7 وهي متاحة لأنظمة التشغيل المختلفة

ويمكن تحميل افاست عبر الموقع
- أفاست! 4 الإصدار المنزلي (برنامج مجاني للأغراض الشخصية والأغراض غير التجارية، يجب أن يجتمع كلا الشرطين على حد سواء) - مجموعة حلول مضاد الفيروسات بسماته الكاملة للحواسب المنزلي التي تعمل على منصة تشغيل ويندوز
- أفاست! الإصدار المحترف  (الأغراض التجارية) - مجموعة من حلول مضاد الفيروسات مع خيارات إضافية لمحطات العمل.
- أفاست! إصدار المخدم  (برنامج تجريبي معد للبيع) - مجموعة حلول مضاد الفيروسات تعتزم لتستخدم على المخدم، يمكن إمدادها بالعديد من الوحدات / المزودات (حماية مخدم بروتوكول نقل البريد البسيط، المخدم التبادلي، مخدم أمن وتسارع الإنترنت، مخدم النقطة التشاركية...)
- أفاست! إصدار الذاكرة الوميضية يو 3  (برنامج تجريبي معد للبيع) - مضاد فيروسات مصمم لحماية محركات أقراص الذاكرة الوميضية يو 3 وغيرها من أشكال البرامج الضارة.
- أفاست! إصدار مخدم الأعمال التجارية الصغيرة (برنامج تجريبي معد للبيع) - مجموعة حلول مضاد الفيروسات الكاملة لمخدم مايكروسوفت للأعمال التجارية الصغيرة، بما في ذلك المخدم التبادلي أو مخدم أمن وتسارع الإنترنت.
- أفاست! مدير موزع الشبكة (برنامج يضاف بشكل مجاني عند شراء منتجات أفاست)
- ttp://www.avast.com/arb/avast_bart_cd.html أفاست! قرص بارت (تجريبي معد للبيع)
- أفاست ! إصدار مخدم ويندوز المنزلي (برنامج تجريبي معد للبيع)
- أفاست! إصدار ماكنتوش (برنامج تجريبي معد للبيع) - مضاد فيروسات لمنصة تشغيل ماكنتوش
- أفاست! لمخدمات لينوكس / يونكس- يعمل بشكل حصر على مخدمات لينوكس / لينوكس
- أفاست! 4 لينوكس الإصدار المنزلي - (برنامج مجاني للأغراض الشخصية والأغراض غير التجارية، يجب أن يجتمع كلا الشرطين على حد سواء) - حل مضاد فيروسات مقدم لاستخدامه على منصة تشغيل لينوكس.
- أفاست! لتقنية كيريو (برنامج تجريبي معد للبيع)- حل مضاد فيروسات مقدم بشكل حصري إلى تقنيات كيريو
- أفاست! 4 إصدار المساعد الشخصي الرقمي (برنامج تجريبي معد للبيع)- حل مضاد فيروسات مقدم لأجهزة المساعد الشخصي الرقمي
- شبكة. بوروم (برنامج تجريبي معد للبيع) - يستلزم أخذ رأي مزود خدمة شبكة. بوروم

## الجوائز
- جائزة نشرة الفيروسات 100.
- جائزة أمن الحوسبة.
- تصنيف متقدم من المقارنة المستقلة لبرمجيات مضادات الفيروسات - آب / أغسطس 2008 .

## وصلات خارجية
- الموقع الرسمي
- أفاست مضاد الفيروسات على موقع Google Play (الإنجليزية)